# Joca Marques
Joca Marques là một đô thị thuộc bang Piauí, Brasil. Đô thị này có diện tích 166,441 km², dân số năm 2007 là 5400 người, mật độ 32,44 người/km².